# 輕羹

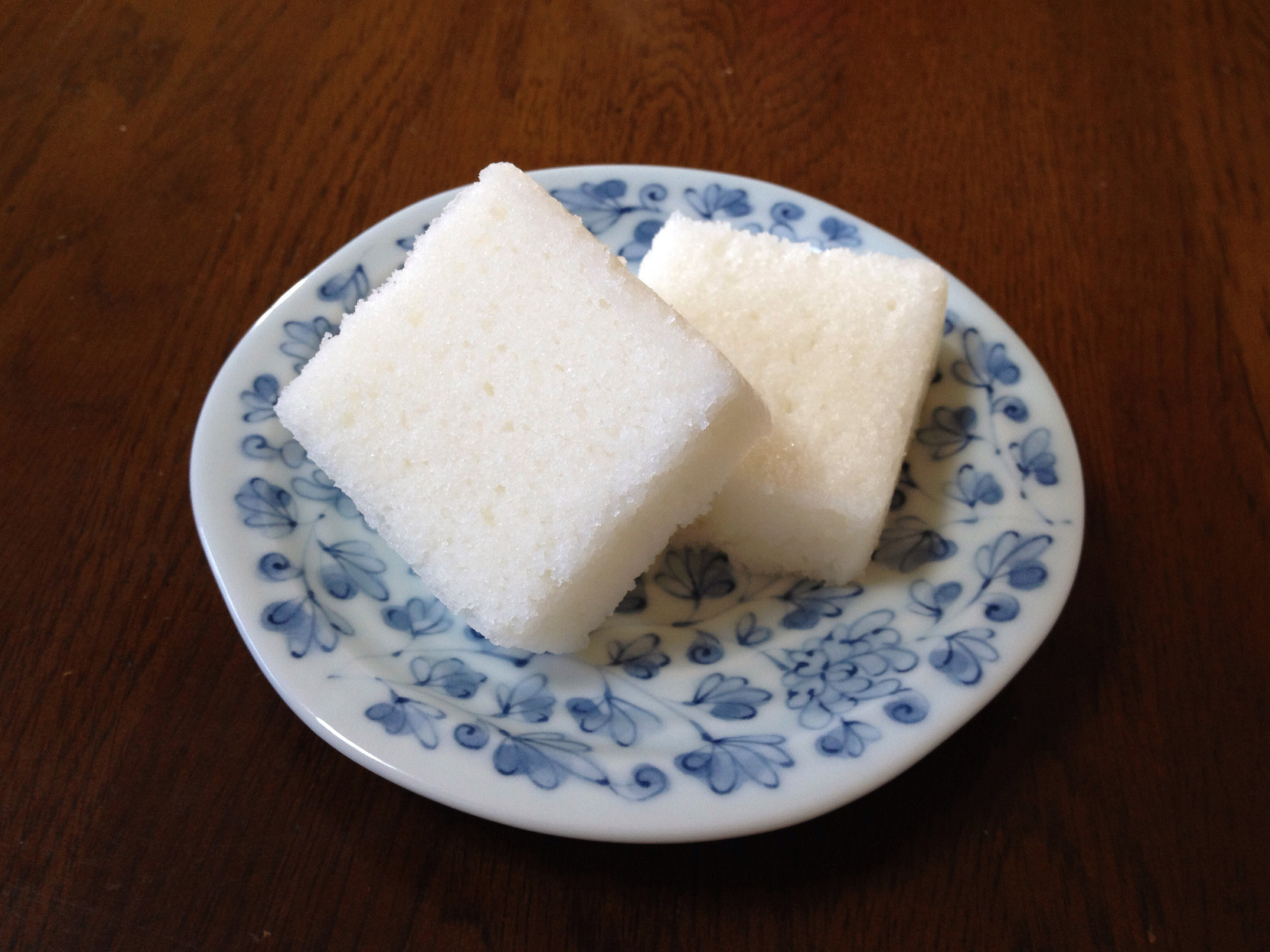
輕羹

輕羹（軽羹,かるかん） 是以鹿兒島縣為主，包括九州、沖繩地區特產的一種和菓子。
關於名稱的由來有諸多說法，但一般認為是取「輕盈的羹」之意。

## 如何製作
原料使用砂糖、輕羹粉（かるかん粉）、山藥和水。重量比例大約為6:5:4:3。
輕羹粉是一種米粉，使用粳米（普通稻米）水洗後乾燥，待表面出現細裂痕，再粗磨製成。目前主要由鹿兒島縣內的幾家公司製作並販售。
關於山藥，與長芋相比，一般認為使用自然薯（野生山藥）較為理想。
因此，如果當年自然薯歉收，就會導致成本上升或生產困難。在原料不足或黏性不足的情況下，有時也會添加蛋白來補充。
山藥需削皮後磨成泥，並加入少量的水攪拌成較稀的液體，然後加入砂糖，再一邊緩慢加入剩餘的水，一邊充分攪拌均勻，最後加入輕羹粉混合。
將混合好的麵糊倒入淺容器中，蒸20分鐘以上，即可製成具有彈性、白色且類似半海綿狀的輕羹。食用時需切片分食。
一般市售的輕羹，水分含量約為40%，糖度約40%，氣孔率約為1.3cm³/g
若要製作內包小豆餡、圓形的輕羹饅頭，則需要適量減少加水量，使麵糊略為堅硬，並以揉捏的方式混合。

## 歷史
輕羹被認為是在貞享3年（1686年）至正德5年（1715年）期間於薩摩藩誕生的。正德5年的藩主御膳中已有輕羹與羊羹等的記載。輕羹能在薩摩藩發展起來，主要歸功於原料山藥（山芋）自生於藩內的白堊台地，以及從琉球和奄美群島容易取得砂糖等條件。然而，近世時期砂糖仍是高級品，因此在天明6年（1786年）下令菓子降價時，一盒輕羹的價格與一斗日本酒相當。此後，享和元年（1801年）的御船奉行食事記錄中也有輕羹的記載。
此外，直到20世紀後半葉，一般流傳的說法是，輕羹是由島津齊彬從江戶召聘的明石出身菓子職人八島六兵衛於安政元年（1854年）所考案。雖然現在已知輕羹的誕生可以追溯到安政以前，但當時的輕羹品質如何，尚無詳細記錄，因此也有認為八島六兵衛對輕羹進行了某些改良的說法。八島六兵衛以故鄉明石為店名創業，這就是現今仍在經營的菓子店「明石屋」。
目前，輕羹不僅在鹿兒島縣內的多家菓子店製作，也常在家庭自製。此外，在宮崎縣亦廣泛銷售鹿兒島產輕羹，並在縣內自行生產。大分縣別府市自昭和27年（1952年）以來也有菓子店製作販售輕羹，成為別府代表性的銘菓。福岡縣、熊本縣等地亦有製造銷售輕羹的廠商。近年來，輕羹也作為一種生菓子，在關東與關西地區普及。
近年來，沖繩縣本島亦有多家菓子製造商製作銷售輕羹。與鹿兒島縣的輕羹相比，沖繩的輕羹多半呈現粉紅色，且無餡料的麵團部分較厚，顯得較有分量，是其特徵。

## 類似的鄉土菓子
鹿兒島縣有一種稱為「ふくれ菓子」或「ふくりかん」的蒸糕，使用黑糖、小麥粉和小蘇打製作，有說法認為是以輕羹為靈感發展而來。
在奄美群島的沖永良部島，有一種稱為「ゆきみし」（行き飯）的類似慶弔用棹菓子。此類點心是將粳米粉與糯米粉混合，加入小粒黑糖一起蒸製，形成斑駁的花紋。